# Колтун Володимир Михайлович
Володи́мир Миха́йлович Колтун (24 липня 1978, с. Полоничі, Буський район, Львівська область — 11 липня 2014, с. Зеленопілля, Довжанський район, Луганська область) — український військовик, молодший сержант, радіотелефоніст гаубичної самохідно-артилерійської батареї гаубичного самохідно-артилерійського дивізіону, 2-ї артилерійської батареї, 24-ї Залізної імені князя Данила Галицького окремої механізованої бригади Сухопутних військ Збройних сил України.

## Життєпис
Володимир Колтун народився 24 липня 1978 року в селі Полоничі Буського району (нині Золочівського району) Львівської області. Здобув фах токаря.
У травні 2014 року мобілізований до лав Збройних Сил України. Служив у 24-й Залізній імені князя Данила Галицького окремій механізованій бригаді Сухопутних військ Збройних Сил України (військова частина А0998; місто Яворів Львівської області).
З літа 2014 року Володимир Колтун брав участь в антитерористичній операції на сході України.
Без Володимира лишились мама Надія Колтун, дружина Оксана і двоє дітей — з них донька Соломія.

## Обставини загибелі
11 липня 2014 року в районі села Зеленопілля Луганської області близько 4:30 ранку російсько-терористичні угрупування обстріляли з РСЗВ «Град» блокпост українських військ, внаслідок обстрілу загинуло 19 військовослужбовців, серед них і Володимир Колтун. Понад 100 днів вважався зниклим безвісти. Станом на серпень 2014 року перебував у списку полонених.
З допомогою експертизи ДНК встановлено — Володимир Колтун похований на Кушугумському кладовищі Запоріжжя, як невідомий боєць під номером 2572.

## Нагороди
За особисту мужність і героїзм, виявлені у захисті державного суверенітету та територіальної цілісності України, вірність військовій присязі під час російсько-української війни, нагороджений орденом «За мужність» III ступеня (14.03.2015; посмертно).